# Zearchaea
Zearchaea là một chi nhện trong họ Mecysmaucheniidae.